# Досу Васешти (Алба)
Досу Васешти (рум. Dosu Văsești) насеље је у Румунији у округу Алба у општини Видра. Oпштина се налази на надморској висини од 856 m.

## Становништво
Према подацима из 2002. године у насељу је живело 11 становника, од којих су сви румунске националности.